# Gleb Syritsa
Gleb Syritsa (en ruso: Глеб Сырица; 14 de abril de 2000) es un deportista ruso que compite en ciclismo en las modalidades de pista y ruta. En los Juegos Europeos de Minsk 2019 obtuvo una medalla de oro en la prueba de persecución por equipos.

## Medallero internacional
| Juegos Europeos | Juegos Europeos     | Juegos Europeos | Juegos Europeos         |
| Año             | Lugar               | Medalla         | Competición             |
| --------------- | ------------------- | --------------- | ----------------------- |
| 2019            | Minsk (Bielorrusia) | Medalla de oro  | Persecución por equipos |

## Palmarés
2021
- Circuito del Porto-Trofeo Arvedi

2022
- 1 etapa del Tour de Langkawi

2023
- 2 etapas del Tour de Langkawi

2024
- 1 etapa del Tour de Langkawi

2025
- 1 etapa de la Vuelta a Rodas
- 2.º en el Campeonato de Rusia Contrarreloj